# 札幌市立手稲西小学校
札幌市立手稲西小学校（さっぽろしりつ ていねにししょうがっこう）は、北海道札幌市手稲区金山にある公立小学校。手稲地区で最も歴史の古い小学校の札幌市立手稲中央小学校（当時は手稲村立軽川尋常高等小学校）の特別教授場として設立された。

## 概要

### 教育目標
21世紀を担うにふさわしい、知・徳・体の調和のとれた人間性豊かな子供の育成を目指して、
- 元気に がんばる子 - 進んで体を鍛え最後までやり抜く、強い意志の子の育成
- 心の広い 優しい子 - 自然や人間を愛し、思いやりのある心豊かな子の育成
- 自ら考え 学び合う子 - 自ら課題をとらえ、共に追求し続ける子の育成
- みんなのために 働く子 - 集団生活向上のために、汗して働くことの喜びを知り、勤労の尊さを知る子の育成

### 校歌
- 札幌市立手稲西小学校校歌 - 作詞：今照代、作曲：石川正美

## 沿革
明治半ばから続く手稲鉱山の関係者が鉱山周辺に住宅を構えたことにより、手稲村星置地区・金山地区の人口が急速に増加し、鉱山周辺で一つの街を形成していた。児童の増加に対応するため、1936年（昭和11年）に手稲村立軽川尋常高等小学校手稲鉱山特別教授場として開場、翌年には手稲村立星置尋常小学校として当校が開校し、幾度の校名変更の末現在に至る。
手稲鉱山の採掘現場を再現した展示や、当時の学校周辺の様子が分かる写真・資料などが展示された「鉱山の部屋」が設置されている。
- 1936年（昭和11年）1月10日 - 手稲村立軽川尋常高等小学校（現：札幌市立手稲中央小学校）手稲鉱山特別教授場として設立。
- 1937年（昭和12年）12月1日 - 手稲村立星置尋常小学校が開校する。
- 1940年（昭和15年） - 高等科併置に伴い、手稲村立星置尋常高等小学校と改称。
- 1941年（昭和16年）4月 - 国民学校令施行に伴い、手稲村立星置国民学校と改称。
- 1947年（昭和22年）4月 - 手稲村立星置小学校と改称。手稲村立手稲中学校星置分校2学級を併置する。
- 1951年（昭和26年） - 手稲町立手稲西小学校と改称。
- 1952年（昭和27年） - 星置幼稚園（現：札幌市立手稲中央幼稚園）を併置する。
- 1967年（昭和42年）3月 - 手稲町と札幌市が合併し、札幌市立手稲西小学校となる。
- 1985年（昭和60年） - 札幌市学校図書館地域開放事業の指定校となる。
- 1987年（昭和62年） - 札幌市立稲穂小学校開校に伴い、児童248名異動、6学級減。

## 周辺
- 国道5号
- 札樽自動車道
  - 金山パーキングエリア
- 手稲山・手稲鉱山
- 星置川
  - 星置の滝
- 北海道旅客鉄道（JR北海道）函館本線星置駅
- 北海道立子ども総合医療・療育センター（コドモックル）
- 札幌市宮町浄水場
- 札幌市立手稲西中学校 - 東側に隣接
- 北海道手稲養護学校
- 北海道札幌稲穂高等支援学校

## その他
- 札幌市教育委員会の事業である「札幌市学校図書館地域開放事業」の指定校となっている。